# Мајкл Стајп
Џон Мајкл Стајп (енгл. John Michael Stipe; 4. јануар 1960) амерички је певач и текстописац и главни вокал бившег америчке рок групе R.E.M.
Са групом R.E.M. је постао члан Дворане славних рокенрола 2007. године. Утицао је на многе познате музичаре као што су Курт Кобејн и Том Јорк.